# Ristedt (Syke)
Ristedt ist einer von 13 Stadtteilen der Stadt Syke (Landkreis Diepholz, Niedersachsen) mit etwa 1.300 Einwohnern. Ristedt ist ländlich geprägt.

## Geographie

### Lage

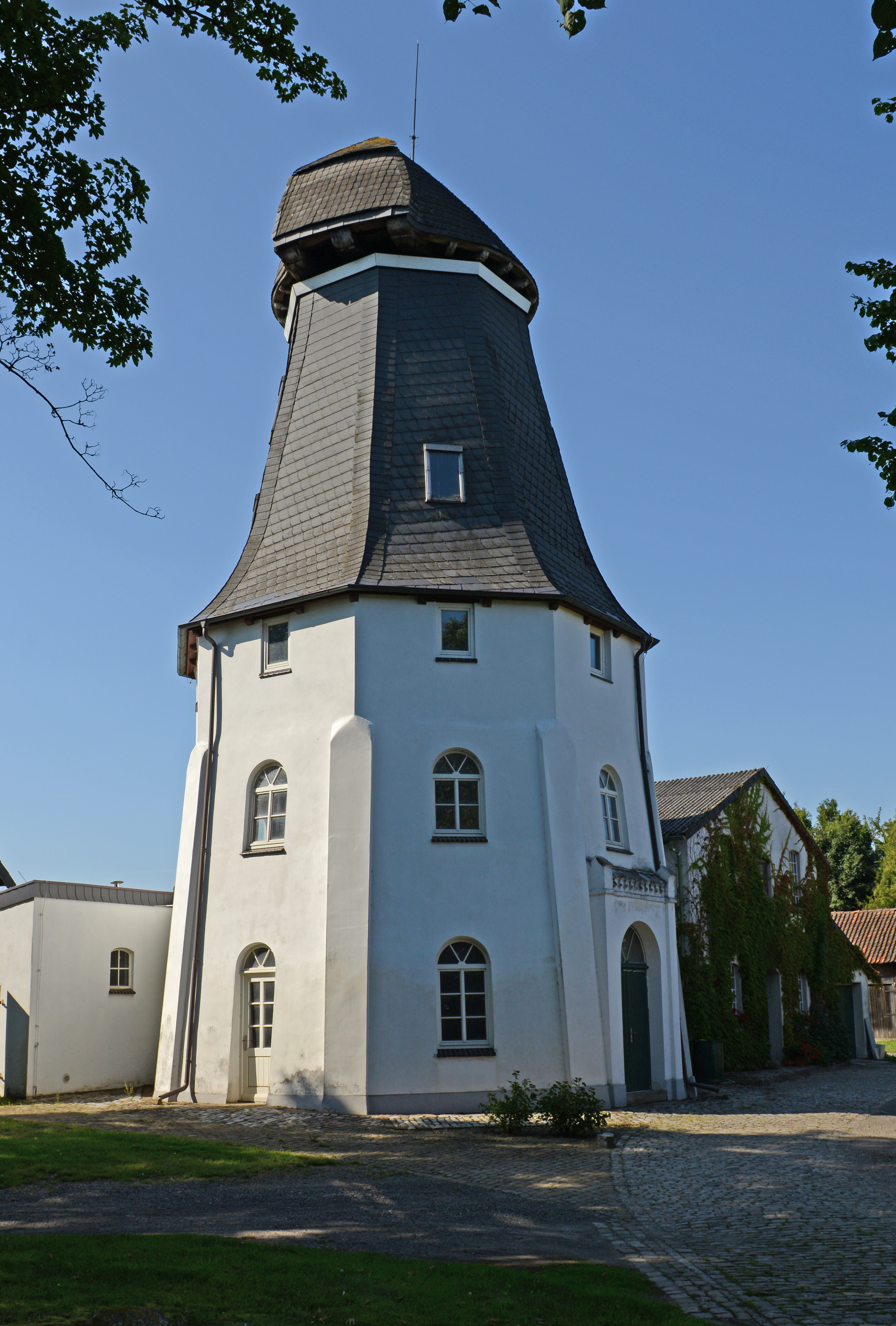
Ristedter Windmühle

Ristedt liegt in der Wildeshauser Geest. Der Syker Stadtteil, zu dem auch Sörhausen gehört, liegt in der Nähe der B 6 und der B 51 Richtung Leeste.
Zusammen mit den Syker Ortsteilen Barrien und Okel wird ein nördlicher Bereich mit der Verbindung zum Bremer Speckgürtel gebildet.
Ristedt gehört zum Kirchspiel Barrien.
Im nordwestlichen Teil durchfließt der von Bassum kommende Hombach den Ortsteil.
Innerhalb der 13 Syker Ortsteile steht Ristedt von der Fläche her mit 14,96 km² nach Syke (Kernbereich; 17,24 km²) an zweiter Stelle. Von der Einwohnerzahl her steht Ristedt an fünfter Stelle.

### Nachbarorte
Ristedt ist der am nördlichsten und am westlichsten gelegene Ortsteil der Stadt Syke. Nachbarn des Ortes sind die Syker Ortsteile Barrien und Gessel; von der Syker Nachbargemeinde Weyhe im Norden ist es deren Gemeindeteil Melchiorshausen; von der Nachbargemeinde Stuhr im Nordwesten sind es die Ortsteile Fahrenhorst und Seckenhausen, und von der Nachbargemeinde Bassum im Südwesten ist es der Ortsteil Nordwohlde.

## Geschichte
Das Dorf wurde erstmals 1217 als Rystede erwähnt, als der Bremer Erzbischof zugunsten des Klosters Heiligenrode auf
den ihm zustehenden Zehnten als Steuereinnahme verzichtete.
Am 1. März 1974 wurde die Gemeinde Ristedt in die Stadt Syke eingegliedert.

### Einwohnerentwicklung
- 1950: 1022 Einwohner
- 1961: 0808 Einwohner[2]
- 1966: 0835 Einwohner
- 1970: 0849 Einwohner[2]
- 1982: 1082 Einwohner
- 2006: 1301 Einwohner

## Politik

### Ortsrat
Der Ortsrat, der den Ortsteil Ristedt vertritt, setzt sich aus fünf Mitgliedern zusammen. Die Ratsmitglieder werden durch eine Kommunalwahl für jeweils fünf Jahre gewählt. Die aktuelle Amtszeit begann am 1. November 2021 und endet am 31. Oktober 2026.
Bei der Kommunalwahl 2021 ergab sich folgende Sitzverteilung:
| Ortsrat 2021Insgesamt 5 Sitze - SPD: 1 - Grüne: 1 - FWG: 1 - CDU: 2 |

## Vereine
In Ristedt existieren ein Schützenverein, die Freiwillige Feuerwehr, Jugendfeuerwehr und Kinderfeuerwehr, die Dorfjugend Ristedt und der TSV Ristedt e. V. Es gibt einen eigenen Sportplatz mit Sporthalle.

## Verkehr
Durch Ristedt verläuft die K 116. Der Stadtteil liegt in der Nähe der B 6  und  der B 51.

## Sehenswürdigkeiten

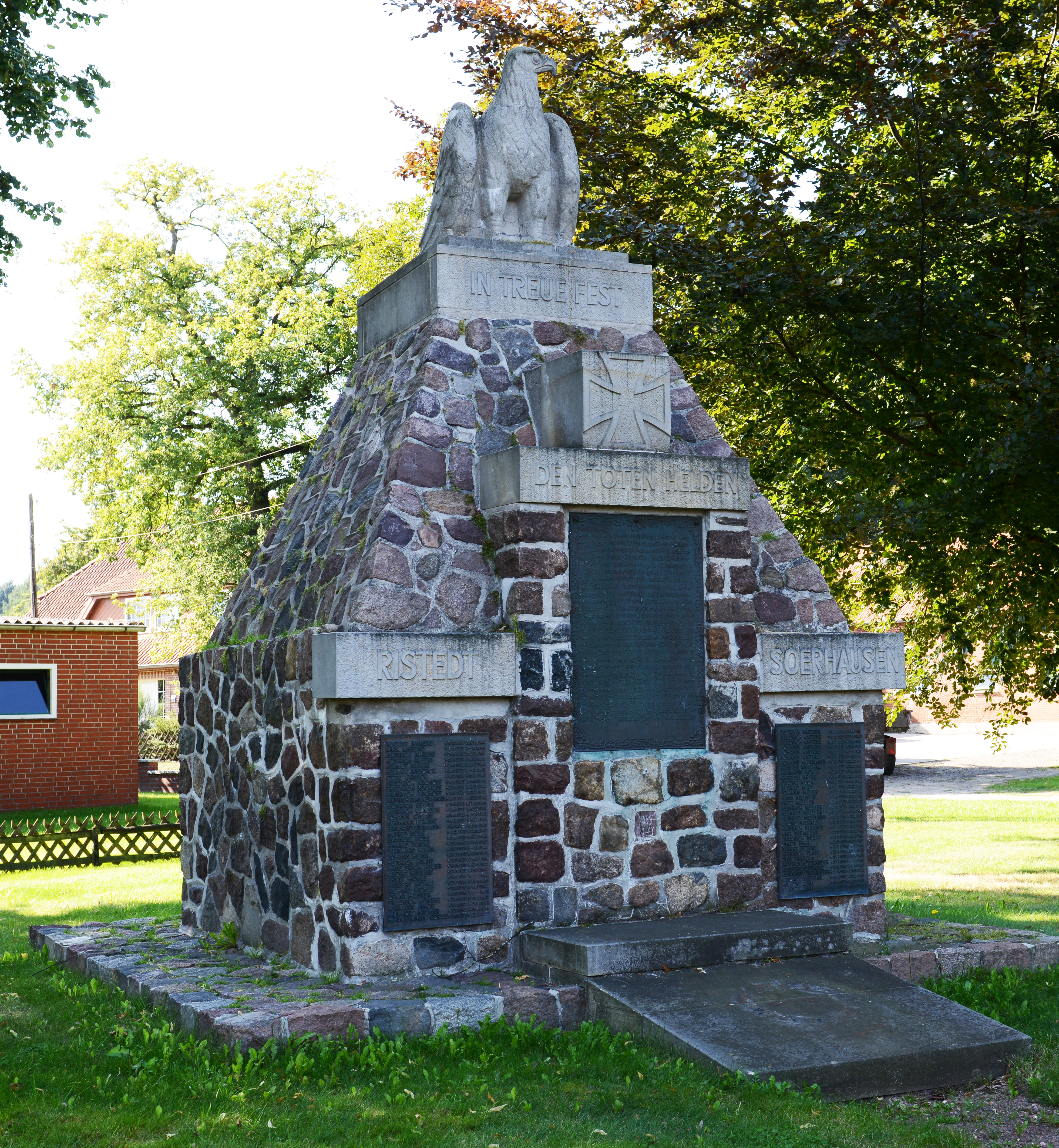
Kriegerdenkmal an der Ristedter Hauptstraße

- An der Straße „Zum Krummen Schneider“ (Ecke „Ristedter Kämpe“) befindet sich der „Krumme Schneider“, ein besonders geformter Findling aus Granit.[4] Er ragt etwa 1,30 m aus der Erde. Um ihn rankt sich die Sage vom „Krummen Schneider von Ristedt“.
- Die Ristedter Windmühle von 1880 zwischen Ristedt und Bradenholz ist eine Galerie-Holländermühle, die von der Familie Wienberg bis 1965 errichtet und betrieben wurde. Flügel, Windrose und die Galerie (Arbeitsbühne als Balkon) wurden nach 1965 demontiert.
- Im östlichen Bereich des Ortes (Richtung Leerßen) erhebt sich der „Hohe Berg“. Mit seinen 58,2 m über dem Meeresspiegel ist er die höchste Erhebung rund um Bremen. Bei klarer Sicht hat man einen schönen Blick bis ins Wesertal und nach Bremen. Im Sommer 2010 wurde auf dem Hohen Berg ein 12 Meter hoher Aussichtsturm errichtet, der die Rundumsicht deutlich erweitert.
- Westlich von Ristedt und Sörhausen blüht im Waldgebiet Hülsenberg alljährlich von Mitte Juli bis Mitte August die wildwachsende Orchidee Breitblättrige Stendelwurz (Epipactis helleborine) in größerer Anzahl.
- Wasserwerk Ristedt. Das 1963 in Betrieb genommene Grundwasserwerk gehört zu den Harzwasserwerken. Es verfügt über 16 Vertikal- und 3 Horizontalfilterbrunnen. Es hat eine Aufbereitungsleistung von 77.800 m³ pro Tag (= 900 l pro Sekunde). Über die Aufbereitungsschritte Entsäuerung (physikalisch), Enteisenung, Entsäuerung (chemisch) und Entmanganung wird wertvolles Trinkwasser gewonnen. Es dient überwiegend zur Versorgung der Einwohner Bremens. Auf Anfrage kann das Wasserwerk in Gruppen besichtigt werden.
- Ein Modellflugplatz liegt nordöstlich im Areal nördlich der Warwer und der Leester Straße, direkt am Streitheidegraben in der Nähe der Grenze zu Weyhe-Melchiorshausen. An bestimmten Tagen im Jahr finden dort Modell-Flugvorführungen des Vereins „FSC-Stieglitz e. V.“ statt.
- Das Kriegerdenkmal an der „Ristedter Hauptstraße“ enthält die Namen von 23 Gefallenen und 3 Vermissten aus dem Ersten Weltkrieg und die Namen von 38 Gefallenen und 26 Vermissten aus dem Zweiten Weltkrieg - (siehe Kriegerdenkmale in Syke#Ristedt).

## Persönlichkeiten
- Carin Levine (* in Cincinnati), Flötistin, Dozentin, lebt in Syke-Ristedt